# Juan de Mal Lara
Juan de Mal Lara (Siviglia, 1524 – 1571) è stato uno scrittore spagnolo.
Nel 1568 pubblicò la Filosofia volgare, vasta raccolta di proverbi popolari. Diresse inoltre una celebre scuola di grammatica. Scrisse inoltre una Descripción de la galera real del sereníssimo señor Don Juan de Austria.
Discepolo di Léon de Castro e Hernán Núñez e amico di Brocense, fu insegnante di Francisco de Medina.